# Bago, Burma
Bago (včasih napisano Pegu; burmansko ပဲခူးမြို့; MLCTS: pai: khu: mrui., IPA: [bəɡó mjo̰]; tajsko พะ โค, RTGS: Pha-kho), včasih znan kot Hanthawaddy (burmansko ဟံသာဝတီ; monščina: Hongsawatoi; tajsko หง สาว ดี, RTGS: Hongsawadi - pomeni "ona, ki je labod«), je mesto in glavno mesto regije Bago v Mjanmarju. Leži 80 km severovzhodno od Jangona.

## Zgodovina
Zaliv Martaban je načrtno naselilo ljudstvo Mon iz kraljestva Taton in ustanovilo mesto Bago. Leta 825 sta dvojčka Samala in Vimala ustanovila Pegu.  Prvič v zgodovini je Bago omenil arabski geograf Ibn Kordadbeh okoli leta 850. V tistem času je bilo glavno mesto ljudstva Mon iz kraljestva Taton. Območje je prišlo pod vladavino Burmancev iz Bagana leta 1056. Po razpadu Bagana zaradi zasedbe Mongolov leta 1287 so Moni ponovno dobili neodvisnost.
V Spodnji Burmi je dinastija Mon najprej ustanovila sedež v Motami in nato v Bagu. Med vladavino kralja Razadarita sta se Bago in kraljestvo Ava ukvarjala s štiridesetletno vojno. Mirnega vladanja kraljice Šin Sobu je bilo konec, ko se je budistični menih Damazedi (1472-1492) odločil, da jo nasledi. Pod njim je Bago postal središče trgovine in teravadskega budizma.
Od 1369 do 1539 je bil Hantavadi glavno mesto Hantavadijskega kraljestva, ki je obsegalo današnjo Spodnjo Burmo. Območje je spet prišlo pod nadzor Burmancev leta 1539, ko ga je priključil kralj Tabinšvehti iz dinastije Taungu. Kralji dinastije Taungu so imeli Bago za kraljevsko glavno mesto med 1539 in 1599 in ponovno med letoma 1613 in 1635 ter ga uporabili kot izhodišče za ponavljajoče se vdore v Ajuthajsko kraljestvo.
Leta 1519 je admiral António Correia, nato trgovec, iz portugalskega casados naselja Kočin, pristal v Bagu, pozneje znanem kot portugalski Pegu, ko je iskal nove trge za poper.  Leto pozneje je guverner portugalske Indije Diego Lopes de Sequeira poslal veleposlanika v Pegu.
Bilo je glavno pristanišče, zato so mesto pogosto obiskovali Evropejci, med njimi Gasparo Balbi (italijanski draguljar in trgovec) v poznih 1500-tih, in opisovali njegovo veličastnost.
Glavno mesto je izropal podkralj iz dinastije Taungu, Minje Tihatu II., nato pa ga je podkralj države Rakhine s portugalskimi plačanci požgal med burmansko-siamsko vojno (1594-1605). Kralj Anaukpetlun, ki je ozemlja Burme leta 1613 ponovno združil, je želel obnoviti Hongsavadi, ki je bil zapuščen, saj  ga je kralj Nanda Bajin opustil. Usposobil ga je za začasno palačo.
Burmanci so leta 1634 glavno mesto preselili v Avo. Leta 1740 so se Moni uprli in ustanovili obnovljeno Hantavadijsko kraljestvo, vendar je burmanski podkralj Alongpaj maja 1757 mesto zajel in ga popolnoma uničil. V tistem času je imelo okoli 150.000 prebivalcev.
Kralj Bodopaja (r. 1782-1819) je začel obnovo Baga leta 1790, vendar je reka spremenila svoj tok in odrezala mesto od morja. Mesto ni nikoli več dobilo svojega prejšnjega pomena. Po drugi angleško-burmanski vojni so leta 1852 Britanci priključili Bago. Leta 1862 je bila ustanovljena provinca britanska Burma in glavno mesto preseljeno v Jangon. Leta 1891 je imelo mesto le še nekaj več kot 10.000 prebivalcev.
Precejšnje razlike med pogovornim jezikom in literarno izgovarjavo pri burmanskih besedah je bil razlog za britansko popačenje "Pegu".
Leta 1911 je bil Hantavadi četrt v Baguju (ali Peguju) v Spodnji Burmi. Ležal je v domačem okrožju Jangon, od katerega je bilo mesto izločeno leta 1880, da bi bilo samostojen okraj. Leta 1901 je na 7830 km² živelo 48.411 prebivalcev, kar je bilo 22-odstotno povečanje v zadnjem desetletju. Hantavadi in Hintada sta bili najgosteje poseljeni okrožji v regiji.
Hantjemavadi je bil ob ustanovitvi leta 1911 velika ravnica, ki se je raztezala od morja med Tojem (ali Kitajski Bakir), ustjem reke Iravadi in hribovjem Pegu. Razen dela zemljišča med hribovjem Pegu na vzhodu in reko Jangon deželo sekajo številni plimski potoki, od katerih so mnogi plovni za velike čolne. Pridelava je bila skoraj v celoti omejena na riž, veliko zelenjave in sadja. Danes je Hantavadi eno od okrožij mesta Bago.
V številnih vojnah med Burmanci in Moni ter med burmansko in siamsko (tajsko) vojsko je bilo uničenih ogromno zgradb. Bilo je tudi veliko potresov; v letih 1912, 1917 in 1930 so uničili izjemne spomenike.

## Zanimivosti
Glavna znamenitost je pagoda Švemodo, ki hrani Budove relikvije. Zgrajena je bila leta 825, pozneje pa so jo precej povečali, med drugimi kralj Bodopaja. Cenjene so tudi pagoda Švegugale, pagoda Mahazed iz 16. stoletja je bila popolnoma uničena leta 1930, vendar je znova obnovljena. En kilometer zahodno od postaje je drugi največji polležeči Buda, Švetaljaung Buda.
Štiri kilometre južno od Baga je pagoda Čaikpun. Zgradil jo je kralj Damazedi leta 1476 in je sestavljena iz velikega stebra s kvadratno osnovo, katere štiri stranice so okrašene s 30 m visokimi kipi, ki kažejo Budo in njegove predhodnike.